# Rhizaspidiotus canariensis
Rhizaspidiotus canariensis är en insektsart som först beskrevs av Karl Hermann Leonhard Lindinger 1911.  Rhizaspidiotus canariensis ingår i släktet Rhizaspidiotus och familjen pansarsköldlöss. Inga underarter finns listade i Catalogue of Life.